# Europamesterskaberne i amatørboksning 1953
Europamesterskaberne i amatørboksning 1951 blev afviklet den 17. til den 24. maj 1953 i Warszawa. Det var tiende gang, der blev afholdt EM for amatørboksere. Turneringen blev arrangeret af den europæiske amatørbokseorganisation EABA. Der deltog 117 boksere fra 19 lande .
Ingen danskere deltog.

## Medaljevindere
| Event                     | Guld                               | Sølv                               | Bronze                                                          |
| ------------------------- | ---------------------------------- | ---------------------------------- | --------------------------------------------------------------- |
| Fluevægt (– 51 kg)        | Henryk Kukier Polen                | František Majdloch Tjekkoslovakiet | Giacomo Spano Italien Anatoli Bulakov Sovjetunionen             |
| Bantamvægt (– 54 kg)      | Zenon Stefaniuk Polen              | Boris Stepanov Sovjetunionen       | John McNally Irland Nicolae Mindreanu Rumænien                  |
| Fjervægt (– 57 kg)        | Józef Kruża Polen                  | Aleksander Zasukhin Sovjetunionen  | Hans-Peter Mehling Vesttyskland Stevan Redli Jugoslavien        |
| Letvægt (– 60 kg)         | Vladimir Yengibaryan Sovjetunionen | István Juhász Ungarn               | Aleksy Antkiewicz Polen Pentti Niinivuori Finland               |
| Letweltervægt (– 63,5 kg) | Leszek Drogosz Polen               | Terence Milligan Irland            | Francisc Ambrus Rumænien Béla Szákacs Ungarn                    |
| Weltervægt (– 67 kg)      | Zygmunt Chychła Polen              | Sergei Scherbakov Sovjetunionen    | Nicolae Linca Rumænien Emile Vleminck Belgien                   |
| Letmellemvægt (– 71 kg)   | Bruce Wells England                | Max Resch Vesttyskland             | Zbigniew Pietrzykowski Polen Boris Tishin Sovjetunionen         |
| Mellemvægt (– 75 kg)      | Dieter Wemhöner Vesttyskland       | Bedřich Koutný Tjekkoslovakiet     | Stig Sjölin Sverige Ronald Barton England                       |
| Letsværvægt (– 81 kg)     | Ulrich Nitzschke Østtyskland       | Tadeusz Grzelak Polen              | Yuri Yegorov Sovjetunionen Helmut Pfirrmann Vesttyskland        |
| Sværvægt (+ 81 kg)        | Algirdas Šocikas Sovjetunionen     | Bogdan Węgrzyniak Polen            | Tomislav Krizmanić Jugoslavien Hermann Schreibauer Vesttyskland |

## Medaljefordeling
| Placering | Land            | Guld | Sølv | Bronze | Total |
| --------- | --------------- | ---- | ---- | ------ | ----- |
| 1         | Polen           | 5    | 2    | 2      | 9     |
| 2         | Sovjetunionen   | 2    | 3    | 3      | 8     |
| 3         | Vesttyskland    | 1    | 1    | 3      | 5     |
| 4         | England         | 1    | 0    | 1      | 2     |
| 5         | Østtyskland     | 1    | 0    | 0      | 1     |
| 6         | Tjekkoslovakiet | 0    | 2    | 0      | 2     |
| 7         | Ungarn          | 0    | 1    | 1      | 2     |
| –         | Irland          | 0    | 1    | 1      | 2     |
| 9         | Rumænien        | 0    | 0    | 3      | 3     |
| 10        | Jugoslavien     | 0    | 0    | 2      | 2     |
| 11        | Belgien         | 0    | 0    | 1      | 1     |
| –         | Italien         | 0    | 0    | 1      | 1     |
| –         | Finland         | 0    | 0    | 1      | 1     |
| –         | Sverige         | 0    | 0    | 1      | 1     |

## Eksterne links
- 10. Europamesterskab i boksning Arkiveret 2. februar 2012 hos  Wayback Machine (engelsk)